# Operazione Nimrod
L'operazione Nimrod è stata un'operazione militare messa in atto il 5 maggio 1980 dallo Special Air Service, le forze speciali dell'esercito britannico, al fine di liberare l'ambasciata iraniana di Londra presa in ostaggio da 6 terroristi iraniani appartenenti al Fronte Democratico Rivoluzionario per la Liberazione dell'Arabistan (DRFLA).

## Antefatti
La mattina del 30 aprile 1980 sei estremisti iraniani appartenenti al Fronte Rivoluzionario Democratico per la Liberazione dell'Arabistan fecero irruzione nell'ambasciata iraniana sita in Princes Gate, nel quartiere di South Kensington a Londra. Scopo dei terroristi era quello di esercitare pressione sul governo di Teheran, con il fine di contribuire alla causa indipendentista del Khuzestan, regione dell'Iran meridionale da sempre animata da spinte autonomiste. Neutralizzato l'agente di guardia all'ingresso, unica risorsa di sicurezza dell'ambasciata, i 6 terroristi presero possesso dell'edificio, catturando 26 ostaggi tra personale diplomatico, visitatori e il sopracitato poliziotto. La risposta di Scotland Yard fu immediata: la polizia metropolitana chiuse gli accessi alla strada e dislocò alcuni tiratori scelti per una ricognizione. Apparve immediatamente evidente che si trattava di una situazione al di sopra delle possibilità della polizia, e di conseguenza venne allertato lo Special Air Service (SAS). Il gruppo dei terroristi avanzò richieste circa la liberazione di 91 detenuti nelle carceri iraniane, incontrando subito il dissenso del governo dell'Iran. Sotto la minaccia di far saltare in aria l'ambasciata, uno staff congiunto composto da funzionari della polizia, dei servizi segreti e membri delle forze speciali avviò una trattativa con i terroristi, con lo scopo principale di guadagnare tempo. Il giorno 1 maggio il comandante degli occupanti Oan Ali Mohammed fu costretto a rilasciare due ostaggi a causa delle cattive condizioni di salute, che si rivelarono estremamente preziosi per la polizia, che li interrogò in merito al numero di terroristi presenti nella sede diplomatica ed al loro equipaggiamento. Nei successivi due giorni vennero liberati altri tre ostaggi, che permisero alle forze di polizia di rimanere aggiornata riguardo agli sviluppi all'interno dell'edificio. Il quinto giorno, stanchi del continuo temporeggiare della polizia, i sequestratori uccisero a scopo dimostrativo l'addetto dell'ufficio stampa dell'ambasciata, Abbas Lavasani, portando così ad un brusco precipitare della situazione ed al fallimento dei negoziati. Nel frattempo, uno squadrone d'assalto del SAS al comando del tenente colonnello Michael Rose era stato addestrato all'assalto dell'edificio su una replica di legno e iuta costruita nell'hangar di una base militare nelle vicinanze e, a seguito dell'esecuzione di Lavasani, venne messo in stato di preallarme. Ricevuta l'autorizzazione dell'allora primo ministro Margaret Thatcher, il via libera venne dato alle 19:00 del 5 maggio. In pochi minuti, gli uomini delle forze speciali ultimarono i preparativi e si portarono sui punti di accesso.

## L'assalto
Il piano messo a punto da Rose prevedeva di dividere gli operatori in due gruppi, nomi in codice red team e blue team; il primo avrebbe fatto irruzione attraverso il lucernario sul tetto e contemporaneamente avrebbe infiltrato degli assaltatori attraverso i balconi sui quali si sarebbero calati sempre dal tetto mediante l'uso di corde, mentre il blue team avrebbe fatto irruzione dal retro dell'edificio. Tuttavia, un incursore del red team rimase impigliato nel sistema di discesa a doppia corda all'altezza del balcone del secondo piano designato come punto di accesso; contemporaneamente, gli altri membri della squadra lanciarono all'interno dell'edificio granate fumogene e granate stordenti, che causarono un incendio del tendaggio mettendo in pericolo l'operatore impigliato. Dopo un breve momento di criticità, la situazione venne risolta e la squadra entrò nell'edificio. Il sergente Tommy Palmer fu il primo a fare irruzione nell'edificio ed eliminò un terrorista con un colpo alla testa. Nel frattempo i sequestratori aprirono il fuoco sugli ostaggi, uccidendone uno e ferendone altri due.  A quel punto la squadra entrò nella stanza in cui erano detenuti gli ostaggi ed uccise due terroristi, mentre un terzo si nascose tra gli ostaggi. All'incirca nello stesso momento il blue team fece irruzione nell'edificio attraverso il primo piano; gli assaltatori si trovarono davanti ad una scena sorprendente: il poliziotto catturato, agente di polizia Lock, si era gettato sul capo dei terroristi al momento dell'irruzione, travolgendolo; gli assaltatori eliminarono rapidamente Oan Mohammed e proseguirono. Nel frattempo il red team iniziò l'evacuazione degli ostaggi, processo nel quale fu identificato ed ucciso un altro sequestratore. Fatti esfiltrare dall'edificio e condotti sul prato antistante, gli ostaggi vennero identificati ed anche l'ultimo terrorista arrestato.

## Conclusioni
Sebbene uno degli ostaggi fosse rimasto colpito a morte dai terroristi nel corso dell'operazione, le capacità operative degli uomini dello Special Air Service si dimostrarono dirimenti nel contrastare la minaccia, riportando gli ostaggi in sicurezza in appena 17 minuti. Ciò contribuì a delineare ulteriormente la figura già mitica di questa unità, confermandone l'altissima professionalità e il livello di preparazione. Questo avvenne in un momento estremamente delicato per l'evoluzione delle tattiche di controterrorismo poiché i fatti di Monaco avevano evidenziato l'enorme impreparazione delle forze di polizia tradizionali nel fronteggiare situazioni comprendenti prese di ostaggi, rendendo necessario la formazione di unità appositamente addestrate; pochi giorni prima dell'operazione Nimrod la neonata Delta Force dell'esercito degli Stati Uniti aveva condotto un'operazione simile con lo scopo di recuperare gli ostaggi americani detenuti nell'ambasciata USA di Teheran, risoltasi in un disastroso fallimento (operazione Eagle Claw). La prova di forza del SAS dimostrò all'opinione pubblica britannica e internazionale la capacità di fronteggiare minacce di questa categoria.

## Film sull'operazione
- Chi osa vince, regia di Ian Sharp (1982)
- 6 Days (2017)